# Louis Charles Roudanez
Louis Charles Roudanez, född 1823 i Saint James Parish i Louisiana, död 1890, var en amerikansk tidningsman. Han grundade den första till afroamerikaner riktade dagstidningen i USA.
Roudanez grundade år 1860 den tvåspråkiga (engelska och franska) tidningen L'Union som var riktad till fria svarta (icke-slavar). År 1864 grundade han The New Orleans Tribune efter att L'Union hade upphört med sin verksamhet. Även den nya tidningen var tvåspråkig, med en engelsk- och en franskspråkig upplaga. Den år 1985 grundade tidningen The New Orleans Tribune hyllar arvet efter Roudanez från 1860-talet men utkommer enbart på engelska.